# Василий Лакапин

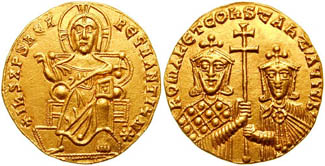
Золотой солид отца Василия, Романа I Лакапина, с шурином Василия, Константином VII Багрянородным

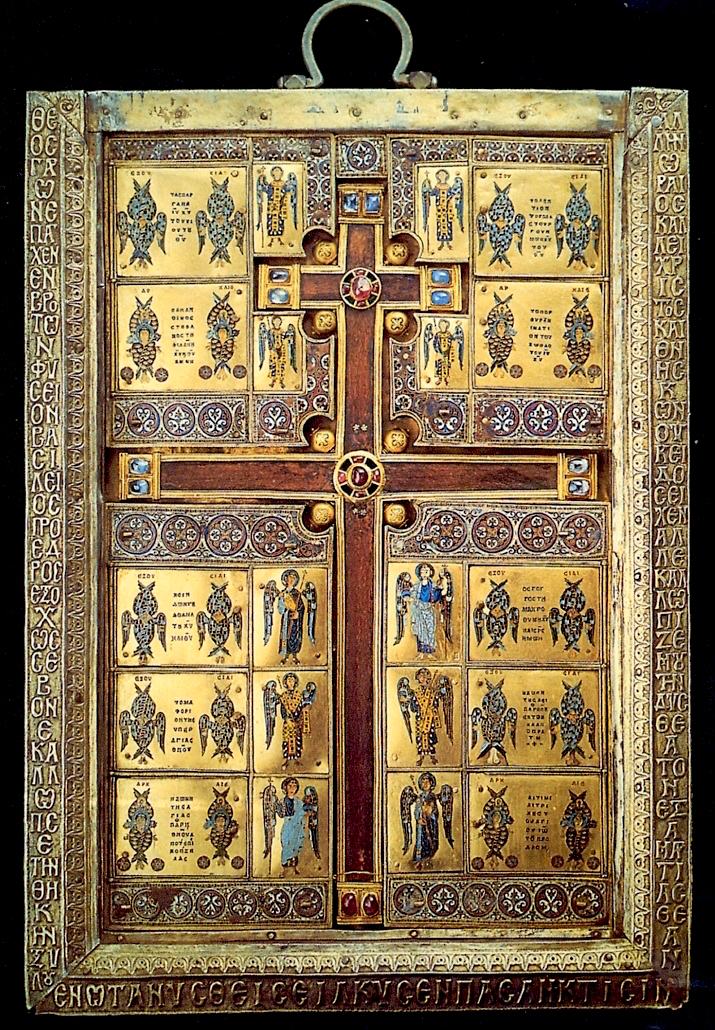
Лимбургская ставротека, изготовленная по заказу Василия

Василий Лакапин(ос) (варианты написания фамилии: Лакапин(ос), Лекапен(ос); греч. Βασίλειος Λακαπήνος/Λεκαπηνός), известен также как Василий Ноф/Нот(ос) (Βασίλειος ο Νόθος) и евнух Василий (умер ок. 985) — первый министр (паракимомен), фактически верховный правитель Византии с 945 по 985 год (с перерывом в 959—963 года).

## Биография

### Происхождение
Побочный сын императора Романа I Лакапина. Дата и место рождения, как и происхождение и имя его матери, точно неизвестны и являются предметами дискуссий. Был, как и его единокровный брат Феофилакт (будущий константинопольский патриарх), оскоплён отцом в раннем возрасте.
Роман I Лакапин был 16 декабря 944 года свергнут своими сыновьями Стефаном и Константином. Однако уже 27 января 945 года Василий Лакапин вместе со своей сводной сестрой Еленой сместил и отправил в ссылку их обоих. На престоле Византии остался муж Елены, «законный» император Константин VII Багрянородный из Македонской династии, назначивший Василия Лакапина паракимоменом.
После смерти в 959 году Константина VII Багрянородного был смещён с должности его сыном Романом II. Вновь стал паракимоменом при следующих императорах Никифоре II Фоке (963—969) и Иоанне Цимисхии (969—976). Оба эти императора были представителями провинциальной знати, Василий Лакапин же выражал интересы столичной аристократии. Таким путём был достигнут временный компромисс византийского господствующего класса.
Иоанна Цимисхия, по слухам, Василий отравил, когда Цимисхий вступил с ним в конфликт.

### Престолонаследие
На престоле оказались сыновья Романа II Василий II и Константин VIII, а Василий Лакапин стал фактическим правителем Византии. Восстание малоазиатской знати, поднятое отстранённым полководцем Вардой Склиром, было лишь в 979 году подавлено Вардой Фокой, вызванным Василием Лакапином из ссылки.
Однако столичная знать предпочитала иметь во главе себя законного императора, а не временщика-интригана. Вскоре она стала сплачиваться вокруг подраставших сыновей императора Романа II.
Обоим братьям приходилось спасать свою жизнь неучастием в управлении государством. Константин проводил всё время в столичных кабаках и в портовых притонах. Василий в свободное время молился в различных церквях и монастырях. Но когда императоры почувствовали под собой прочную опору, Василий, своим благочестием заручившийся поддержкой духовенства, без труда перешёл от молитв к государственным делам.
Почувствовав угрозу со стороны императора, Василий Лакапин попытался сблизиться с Вардой Фокой, но не успел ничего сделать. Был обвинён Василием II, своим внучатым племянником, в попытке отравления и в 985 году отправлен в ссылку.
Ссылка Василия Лакапина была поистине ужасной. Его обрекли скитаться по дорогам, прося подаяние. Население Византии, ненавидя павшего временщика и опасаясь кары за милосердие, отказывало ему и в пище, и в крове, и когда он молил у чьего-то порога о куске хлеба, ему в ответ протянули камень. Побродив так несколько дней по дорогам, Василий умер на обочине.